# 道の駅ルート229元和台

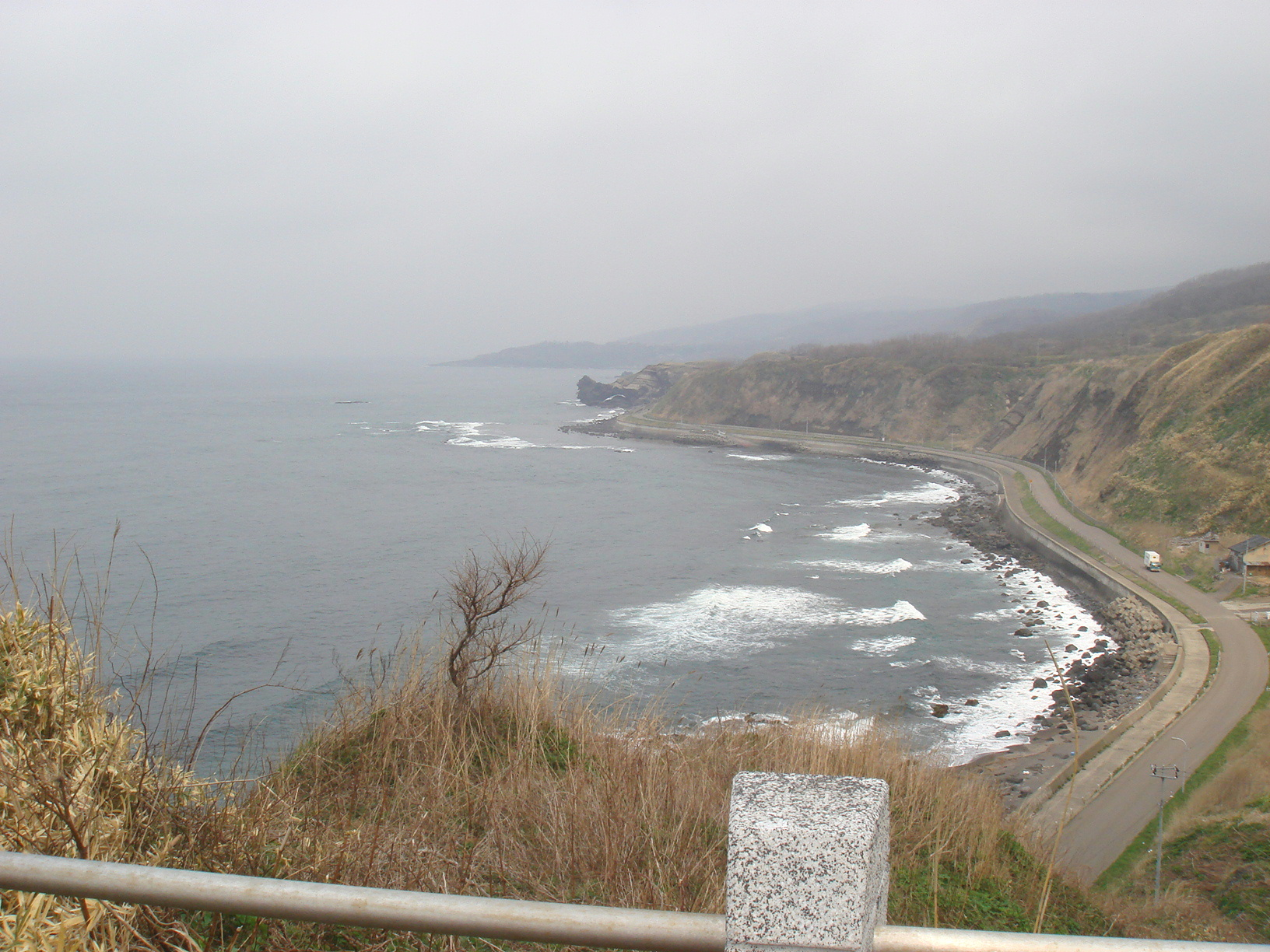
建物裏にある展望台から見た景色

道の駅ルート229元和台（みちのえき ルート229げんなだい）は、北海道爾志郡乙部町にある国道229号の道の駅であり、とるぱに指定されている。

## 主な施設
- 駐車場
  - 普通車：40台
  - 大型車：9台
  - 身障者用：2台
- トイレ （いずれも24時間利用可能）
  - 男：大 2器、小 5器
  - 女：4器
  - 身障者用：2器
- 公衆電話：1台
- 売店「ルート229元和台」（4月 - 10月 8:30 - 18:00、11月 - 3月 9:00 - 16:00）
- 物産販売コーナー
- 図書館
- 展望台

## 休館日
- 1月1日 - 1月3日

## アクセス
- 国道229号

## 周辺
- 元和台海浜公園（海の前にあるプール式海水浴場が特徴）
- 特別養護老人ホームおとべ荘
- 乙部温泉